# Zostera muelleri
Zostera muelleri — це помірний вид морської трави південної півкулі, який поширений на узбережжі Південної Австралії, Вікторії та Тасманії і Нова Зеландія. Сьогодні Zostera muelleri можна знайти в регіонах Австралії, Нової Зеландії та Папуа Нової Гвінеї, а також у районах східної частини Індійського океану та південно-західної та західної центральної частини Тихого океану. Zostera muelleri — це морська покритонасінна рослина. Це швидкорослий і легко колонізуючий вид, який служить місцем годівлі для болотних птахів і водних тварин і місцем розмноження молоді риби і видів креветок.
Морські трави — це види квіткових рослин, які не слід плутати з морськими водоростями, які не утворюють квітів, плодів і насіння для розмноження. Морські трави важливі для морської екосистеми з багатьох причин. По-перше, вони забезпечують їжею, домівками та місцями розмноження різноманітних морських видів. По-друге, луки морської трави є важливими резервуарами або поглиначами вуглецю, поглинаючи 10-18% накопиченого в океані вуглецю для тривалого зберігання. Морські трави також посилюють накопичення осаду і захищають берегові лінії від руйнівної енергії хвиль.

## Морфологія
Цей вид має довге ремінчасте листя, округлі кінчики листя і тонкі кореневища діаметром <3 мм. На листі видно поперечні жилки. Кореневища темно-коричневі або жовті. Молоді кореневища зазвичай жовті, але листя цієї рослини можуть червоніти, якщо вони під сильним сонячним світлом. Через його фенотип Z. muelleri можна сплутати з Z. tasmanica та Z. capensis. Морфологія ширини листя варіюється, тому Z. muelleri з тонкими листками іноді також можна сплутати з H. uninervus.

## Пристосування до морського життя
Вид Z. muelleri розвинувся з наземних рослин, але адаптувався до морського життя близько 140 мільйонів років тому в крейдяний період. Щоб пристосуватися до життя в океані, геном Z. muelleri втратив/модифікував кілька генів, які колись допомагали їм вижити на суші, наприклад гени біосинтезу гормонів і сигналізації та катаболізму клітинної стінки. Деякі з генів, які були втрачені, включають гени, пов'язані з синтезом етилену та сигнальними шляхами, а також гени, залучені в катаболізм пектину. Крім того, були втрачені гени диференціації продихів, синтезу терпеноїдів і стійкості до ультрафіолету. У геномі залишаються гени, що відповідають за солоність і стресостійкість.

## Розмноження
Морські трави є квітковими видами, але вони можуть розмножуватися як статевим, так і нестатевим шляхом. Розмноження статевим шляхом збільшує генетичну варіативність, що може підвищити здатність рослини адаптуватися до змін навколишнього середовища, але безстатеве розмноження вимагає менше зусиль, і це те, що Z. muelleri зазвичай використовує для підтримки своєї популяції. Під час статевого розмноження квітки рослини утворюють суцвіття, укладене в обгортку (великий покривний приквіток, який охоплює суцвіття у деяких видів рослин). На кожному пагоні може бути до 6 початків, які містять 4–12 пар чоловічих і жіночих квіток. Більші рослини матимуть більше квіток. Чоловічі квітки зазвичай дозрівають раніше жіночих. Коли квітконосний пагін дозріває, він темніє, відламується від рослини і спливає. Закрите насіння потім осідає в осадах в іншому місці. Zostera muelleri може розмножуватися нестатевим шляхом за допомогою вторгнення кореневища, що є формою клонального розмноження. Рослина може використовувати цю форму регенерації, щоб відновитися після збурень високої інтенсивності.

## Середовище існування та географічний ареал
Zostera muelleri є багаторічним видом, тобто його популяції зберігаються цілий рік. Вони здебільшого зустрічаються в таких місцях, як прибережні або субліторальні піщані рівнини, захищені прибережні затоки, , м’які, мулисті, піщані ділянки поблизу рифів, лимани, мілкі затоки, та в приливні мілини. Вони рідко зустрічаються на рифах, тому що там мало місця та поживних речовин для їх росту. Zostera muelleri є морським видом, але він може переносити деяку кількість прісної води. Здебільшого зустрічається на моноспецифічних луках, але може рости поруч з Ruppia, Halophila та Lepilena. Zostera muelleri широко поширена в Південній Австралії, а також зустрічається в Новій Зеландії та Папуа Новій Гвінеї.